# 段慧轩
段慧轩（1887年—1983年），男，直隶（今河北）深泽人，中华人民共和国卫生专家、政治人物，曾任河北省卫生厅厅长，河北省政协副主席。